# Södermanlands runinskrifter 371
Södermanlands runinskrifter 371 är ett vikingatida fragment av en gravhäll av kalksten i Ludgo kyrka, Ludgo socken och Nyköpings kommun. Ristningen är rent ornamental. Fragmentet påträffades i kyrkogrunden 1935 då man plockade fram Sö 370. Stenen förvaras i kyrkan.